# Бобков, Михаил Иванович
Михаил Иванович Бобков (1916 —1981) — бригадир колхоза «Борец» Дмитровского района Московской области, Герой Социалистического Труда.

## Биография
Родился в 1916 году в селе Батюшково Дмитровского уезда Московской губернии. Образование среднее. Член КПСС.
С 1930 г. работал в местном колхозе «Борец». С конца 1930-х гг. бригадир полеводческой бригады, состоявшей из двух звеньев — по выращиванию овощей и зерновых культур.
С 1944 г. бригадир по картофелю (бригада № 1). Использовал междурядья не 60 см, как тогда было принято, а 70 см, что позволило проводить дополнительную междурядную обработку до смыкания ботвы.
По итогам работы в 1947 году награждён орденом Ленина (19.02.1948).
В 1948 году его бригада получила урожай картофеля 542 центнера с гектара на площади 6 гектаров.
Указом Президиума Верховного Совета СССР от 4 марта 1949 года за получение высокого урожая картофеля в 1948 году присвоено звание Героя Социалистического Труда (вместе с председателем колхоза Ф. А. Бурмистровым, звеньевыми В. Ф. Гудковой и М. Е. Ляминой).
В 1949 г. его бригада взяла обязательство получить 600 ц. картофеля с гектара.
Работал в колхозе (совхозе) «Борец» до начала 1970-х гг., затем вышел на пенсию по состоянию здоровья.